# 임란공신 정빈 가문의 분재기
임란공신 정빈 가문의 분재기는 대한민국 전라남도 순천시 장천동에 있다. 2015년 7월 3일 순천시 (전라남도)의 향토유적 제11호로 지정되었다.

## 개요
1680년(숙종 6) 순천부 경주정씨가(鄭忄賓 가계)의 和會文記로서, 가로 420㎝, 세로 51㎝의 두루마리에 1행 30자 내외의 행초로 쓰여진
158행 분량의 방대한 고문서이다.
문서의 첫부분이 약간 훼실된 것 이외에 전체적으로 완벽하게 보존되어 있다. 임란공신 정빈(1566~1640) 가문의 전답 635두락과 노비 52구가 세 손자에게 상속된 구체적 사실들이 소상하게 기록된 사료이다.
화회 당사자 3인의 대리인, 증인, 필집 등의 수결이 확실한 문서로 17세기에 작성된 순천지역의 현존 최고의 분재기이자 가장 방대한 규모의 고문서로 평가된다.
임란공신(이순신의『임진장초』와『난중일기』에 등재, 선무원종 2등공신)으로서 순천의 역사적 인물(1605, 1623, 1640년의 순천부 향안에 입록)이었던 정빈, 그의 엄청난 재산규모와 전답 소재지 등이 소상하게 기록된 자료이다.
정유재란 이후 순천지방이 폐허화된 실정에서 부유층 재지사족의 재산규모와 상속실태를 보여주는 귀중한 사료로서, 지방사 연구 및 사료학습 자료로서의 가치가 매우 크다.